# 渋川義堯
渋川 義堯 (しぶかわよしたか、生年不明 - 1526年) は室町時代末期の武将。
渋川義鏡の養子。蕨城城主。子に渋川義基 (蕨渋川氏)、板倉頼重がいる。

## 生涯
扇谷上杉氏に仕えていたが、主君の上杉朝興が1524年の高輪原の戦いで北条氏綱に敗北。朝興は江戸城から河越城まで命からがら落ち延びた。同年春には、氏綱は武蔵中部にさらに侵攻を開始。扇谷上杉家臣である岩槻城の太田資頼が北条に寝返った事により、義堯の蕨城は北条軍に南北から挟み撃ちにあい陥落。
その後、北条氏綱は扇谷上杉家臣の毛呂氏を寝返らせ、武蔵の石戸城を落とし、山内上杉家領と扇谷上杉領を分断した。満を持して氏綱は扇谷上杉朝興の籠る川越城を包囲した。窮地の朝興だったが、上野の山内上杉家当主・上杉憲房 (戦国時代)、甲斐の武田家当主・武田信虎、下総の古河公方・足利高基らが朝興を救うため、北条氏綱に宣戦した。
夏頃には戦線は江戸城まで押し戻され、義堯も蕨城に復帰する事が出来た。
しかし1526年、北条氏綱の再侵攻により討死した。